# Konokovski
Konokovski (del ruso: Коноковский) es un aul del raión de Uspénskoye del krai de Krasnodar, en el sur de Rusia. Está situado en la orilla derecha del río Urup, afluente del río Kubán, 16 km al suroeste de Uspénskoye y 184 km al este de Krasnodar, la capital del krai.  Tenía 539 habitantes en 2010, casi en totalidad de etnia adigué besleneyevtsy.
Pertenece al municipio Urupskoye.

## Historia
El aul fue fundado en 1860 (o en 1905 según otros estudios). En el año 2000 se acabó de construir una mezquita.